# پلاتانیستاسا
پلاتانیستاسا (به لاتین: Platanistasa) یک روستا در قبرس است که در ناحیه لیماسول واقع شده‌است.

## خصوصیات
پلاتانیستاسا  ۱۷۲ نفر جمعیت دارد و ۹۵۰ متر بالاتر از سطح دریا واقع شده‌است.